# Treku Armendáriz
Treku Armendariz és un baterista espanyol.
Durant la seva carrera musical va ser membre de Kortatu i de Les Mecaniciens.

## Carrera musical
El 1984 va formar, al costat dels germans Fermin i Iñigo Muguruza, el grup Kortatu. Fermin es va encarregar de cantar i tocar la guitarra, Iñigo es va encarregar del baix i Treku de la bateria. Van ser considerats part de l'anomenat rock radical basc i van ser pioners a introduir l'ska a Espanya.
El grup es va donar a conèixer l'any 1985 amb un recopilatori anomenat «El disco de los cuatro» al costat de Cicatriz, Jotakie i Kontuz-Hi!. Posteriorment van gravar tres àlbums d'estudi (Kortatu, 1985; El estado de las cosas, 1986; Kolpez Kolpe, 1988) un disc en directe (Azken Guda Dantza, 1988), un recopilatori per a Europa (A Frontline Compilation, 1988) i un maxi senzill (A la Calle, 1986), a més d'una gran quantitat de senzills.
Després de l'enregistrament d'Azken Guda Dantza el grup es va separar. Durant els seus quatre anys de vida van fer un total de 280 concerts per tota la geografia espanyola i per nombrosos països europeus.
L'any 1990 va ser reclutat per Jabier Muguruza (germà gran de Fermin i Iñigo) per a formar part del grup de pop Les Mecaniciens. Amb ells va publicar l'LP Erabakia (1990). Posteriorment, Treku es va retirar del món de la música i va començar a treballar en una empresa duanera.

## Discografia

### Kortatu
- «Disco de los cuatro» (Soñua, 1985), juntament amb Cicatriz, Jotakie y Kontuz-Hi!. Reeditat en CD per Oihuka l'any 2000.
- Kortatu (Soñua, 1985). LP. En la reedició en CD (Oihuka, 1998) es van incloure dues cançons extra: «Mierda de ciudad» i «El último ska».
- A la Calle (Soñua, 1986). Maxi single amb 3 cançons.
- El estado de las cosas (Soñua, 1986). LP. En la reedició en CD (Oihuka, 1998), es van incloure les cançons del maxi single «A la calle».
- A Frontline Compilation (Red Rhino-Organik, 1988). LP. Recopilatori, reeditat en CD por Oihuka en 1998.
- Kolpez Kolpe (Oihuka, 1988). LP. Reeditat en CD per Esan Ozenki l'any 1998.
- Azken Guda Dantza (Nola!, 1988). Doble LP en directe. En la reedició en CD (Esan Ozenki, 1992) van desaparèixer els xiulets censors que se sentien en el tema «Aizkolari». En aquesta edició també es va descobrir que el personatge ocult que apareixia en l'encartament de El estado de las cosas era Joan Carles I.

### Les Mecaniciens
- Erabakia (Elkar, 1990)
- Ia Xoragarria (Elkar, 1992)
- Euskadi jende gutxi (Esan Ozenki, 1993).